# Larissa Maxine
Larissa Priscila Jorge (Curitiba, 28 de março de 1985), conhecida como Larissa Maxine, é uma atriz, artista burlesca e cineasta brasileira. Tornou-se conhecida por seus trabalhos e pesquisa dentro do universo do terror e da comédia.

## Biografia
Larissa Priscila Jorge, artisticamente conhecida como Larissa Maxine, nasceu na cidade de Curitiba em 28 de março de 1985. Formada emDireito pela Pontifícia Universidade Católica do Paraná (PUCPR) em 2009 e graduação em Jornalismo pelo Universidade Federal do Paraná (UFPR) em 2007. A pesquisa em “sócio-monstruosidades” foi criada a partir de sua experiência como curadora e diretora artística da II Monstra Nuvem de Cinema (festival de cinema carioca com exibição de filmes de terror, performances e debates sobre temas reais dos medos do cotidiano), a artista busca compreender em suas pesquisas acadêmicas o processo de transposição do horror nas telas para a discussão do horror da vida contemporânea com o envolvimento de cineastas, psicólogos e pessoas que passaram por estes horrores. Ao sair da ficção, Maxine utiliza este cinema como uma forma de compreensão dos medos e de suas alterações sociais, a exemplo do sistema penitenciário e manicomial, entre outros. 
Sua segunda linha de pesquisa, Foi a vivência no Projeto Vida Real, desenvolvido para crianças em situação de risco. Com aulas de cinema associando o gênero de “terrir” (subgênero que mescla terror e comédia), criando uma identificação onde o monstro perde sua característica negativa e passa a ser o protagonista de sua própria história.

## Carreira
Larissa iniciou sua carreira no teatro aos 13 anos no Colégio Estadual do Paraná, trabalhou com diretores como Samir Abujamra, Eduardo Kurt e Alexandre Bonin. Atualmente é conhecida pelo seu trabalho como artista burlesca, explorando características do terror e humor em suas apresentações que mistura elementos de freak show com apresentações de circo, como por exemplo: engolir fogo. Suas personagens tem grande influência do gênero terror, mas ela também as explora para questionar temas densos, a personagem mais conhecida dela é a "mulher diabo."
Em novembro de 2016, Larissa foi a apresentadora da festa de abertura da 26ª edição do Festival Curta Cinema no Rio de Janeiro. No dia 31 de outubro de 2017, dia de Halloween, lançou o projeto “Baú de Fitas Malignas da Maxine”, um programa dinâmico e divertido quinzenal no Youtube que discute sobre horror e cinema no geral. A artista usa seus anos de pesquisa em cinema com ênfase no horror. Em dezembro de 2017, estreará o longa-metragem Abissal, dirigido por Larissa Anzoategui. No ano seguinte, protagonizará a dramática personagem na série dirigida por Samir Abujamra, Stella Models, que será lançada no Canal Brasil.